# Júlio Tigre
Julio Tigre (Carangola, 20 de fevereiro de 1960) é um artista plástico com um vasto conteúdo produzido. Cursou artes plástica na Universidade Federal do Espírito Santo  foi doutorado pela Universidade de Granada, na Espanha. 

## Obras e imagens
- Algum lugar algum[1]

Em 2005 foi publicado o livro "Algum lugar algum", lançado pela editora Júlio Cesar Junior. O livro possui a função de documento e de ordenação memorial dos conceitos que guiam o artista. "Algum lugar algum" é uma obra composta por anotações, depoimentos, poesias e fotografias que fizeram parte do processo criativo de Julio Tigre. 
- Mangue negro e Céu de Anil

Participou do longa " Mangue Negro", dirigido por Rodrigo Aragão em 2008. Trata-se de um filme nacional de zumbis que aborda a contaminação que se espalha pelo mangue,transformando pescadores em monstros devoradores de carne humana. Também participou do curta "Céu de Anil", produzido por Lizandro Nunes em 2003.

## Exposições
Silente
Faz parte do projeto Inquilino que consiste em uma pesquisa poética desenvolvida por Júlio em 2003. A exposição consiste na história de um imóvel que pertenceu à família Cerqueira Lima  O artista investigou transformação desse espaço privado em espaço público, criando uma obra que parte de um lugar para nele e com ele produzir outro, onde ficção e realidade e se confundem.
Aquarum 
Criado juntamente com Piatan Lube, a exposição tem como tema a importância da água em nossas vidas e foi aberta ao público na Galeria de Arte e pesquisa (GAP) da Universidade Federal do Espírito Santo. Foi instalado, na própria galeria, um poço com profundidade de 16 metros onde a água foi extraída e servida aos visitantes. O projeto foi um dos 15 contemplados pela 5ª edição do prêmio de artes plasticas Mercatonio Vilaça pela Funarte. 
Mostra de performance e independência "Quem troca?"
Participou da mostra “Independência: quem troca?”, criada pela Medusa Editora e Produtora 
que reuniu performances de artistas e instituições de Curitiba(PR) e Vitória(ES). O evento apresentou performances, exposições,palestras, mesas de conversas, lançamento de publicações/múltiplos de artistas, oficinas de criação e pesquisa e atividades pedagógicas com worshops direcionados ao público em geral. O projeto foi contemplado com o prêmio programa rede Nacional Funarte Artes Visuais em 2013.